# Artemisia caerulescens
Artemisia caerulescens é uma espécie de planta com flor pertencente à família Asteraceae. 
A autoridade científica da espécie é L., tendo sido publicada em Species Plantarum 2: 848. 1753.

## Portugal
Trata-se de uma espécie presente no território português, nomeadamente os seguintes táxones infraespecíficos:
- A. caerulescens subsp. caerulescens L. - presente em Portugal Continental.[3] Em termos de naturalidade é nativa da região atrás referida. Não se encontra protegida por legislação portuguesa ou da Comunidade Europeia.
- A. caerulescens subsp. densiflora (Viv.) Gamisans ex Kerguélen & Lambinon
- A. caerulescens subsp. cretacea (Fiori) Brilli-Catt. & Gubellini
- A. caerulescens subsp. gallica (Willd.) K.Perss.